# Wanda Piątkowska-Kiestrzyn
Wanda Maria Piątkowska-Kiestrzyn (ur. 23 czerwca 1960 w Grudziądzu) – polska wioślarka, olimpijka z Moskwy (1980). Córka Szczepana i Ireny (z d. Przewodowska)
W 1980 r. ukończyła Liceum Ogólnokształcące im. Kazimierza Wielkiego w Wałczu. Reprezentowała barwy klubowe KW Wisła Grudziądz oraz MKS Wałcz. Jej trenerami byli Ryszard Świerczyński i Ryszard Koch.

## Osiągnięcia sportowe
- 1979 – Mistrzyni Polski (czwórka ze sternikiem);
- 1979 – 12. miejsce podczas Mistrzostw Świata w Bledzie (czwórka ze sternikiem, w osadzie razem z K. Ambros, Teresą Soroką-Frąckowską, Beatą Kamudą-Dudzińską, Grażyną Różańską-Pawłowską - sterniczka).
- 1980 - uczestniczka Igrzysk Olimpijskich w Moskwie, w osadzie razem z Urszulą Niebrzydowską-Janikowską, Ewą Lewandowską-Pomes, Teresą Soroką-Frąckowską, Jolantą Modlińską, Krystyną Ambros-Żurek, Beatą Kamudą-Dudzińską, Wiesławą Kiełsznia-Buksińską, Grażyną Różańską-Pawłowską (sterniczka) – ósemki, odpadły z konkurencji – po 3. miejscu w przedbiegach (3:25.15), a następnie 4. miejscu w repesażach (3:24.04).